# Nur-ili
Nur-ili, Sohn des Enlil-nasir I., war ein assyrischer König. Nach der assyrischen Königsliste regierte er zwölf Jahre und war ein Zeitgenosse von Ulam-buriaš von Karduniaš. Von ihm sind keine Inschriften überliefert. Sein Nachfolger wurde sein Sohn Aššur-šaduni, der nach nur einmonatiger Regierung von Aššur-rabi I. abgesetzt wurde.
| Autor              | Regierungszeit    | Anmerkungen            |
| ------------------ | ----------------- | ---------------------- |
| Cassin 1966        | 1465–1454 v. Chr. | mittlere Chronologie   |
| Gasche et al. 1998 | 1462–1451 v. Chr. | ultrakurze Chronologie |